# Pramadea lunalis
Pramadea lunalis is een vlinder van de familie van de grasmotten (Crambidae). De wetenschappelijke naam van deze soort is voor het eerst voorgesteld als Botys lunalis door Achille Guenée in een publicatie uit 1854.
De soort komt voor in India (Kust van Coromandel, Meghalaya) en Indonesië (Java).